# Zlaki SSSR
Zlaki SSSR (abreviado Zlaki SSSR) es un libro con ilustraciones y descripciones botánicas que fue escrito por el botánico agrostólogo y pteridólogo ruso Nikolái Tsveliov y publicado en Leningrado en el año 1976.
Fue traducido como Hierbas de la Unión Soviética, 2 vols. 1984;  Publicado por: AA Balkema, Róterdam